# Systeemdenken

Indruk van systeemdenken over de maatschappij.

Systeemdenken is een wetenschappelijke benadering die tracht overzicht van het geheel te behouden, in plaats van zich te concentreren op afzonderlijke onderdelen zonder te overwegen welke rol deze delen in het groter geheel spelen. Men beschouwt het gedrag van een systeem (bijvoorbeeld een ecosysteem) niet als een simpele keten van oorzaak-gevolgrelaties, maar als het samenspel van met elkaar interagerende deelsystemen, waarbij terugkoppeling een belangrijke rol speelt.
Systeemdenken vereist een holistische kijk op het te bestuderen systeem. Dit wil zeggen dat er niet alleen naar de afzonderlijke deelsystemen gekeken wordt, maar vooral ook naar de manier waarop zij wisselwerking vertonen en naar hun plaats in het geheel.
Het systeemdenken heeft zich sinds de jaren 1950 ontwikkeld tot een benadering met allerlei theorieën en methoden en technieken.

## Achtergrond
Systeemdenken is zelf niet zozeer een theorie, noch een techniek of methode om problemen te behandelen, maar een wijze om de complexe werkelijkheid te begrijpen en te beheersen. Het systeemdenken is echter wel uitgewerkt in theorie en methoden en technieken. Systeemdenken is gericht op het onderzoeken van patronen, verbanden en relaties tussen deze elementen.
Het systeemdenken is volgens Van Tilburg & Keuning (1976) een onderdeel in de algemene ontwikkeling in de verschillende vakwetenschappen, dat oorspronkelijk samenhangt met de bezorgdheid over de toenemende specialisatie en het onvermogen van specialisten om met andere specialisten uit andere vakgebieden te communiceren. In toenemende mate zijn wetenschappers ermee geconfronteerd om complexe samenhangen te bestuderen, bijv. in de biologie en psychologie, precies zoals Ludwig von Bertalanffy het al opmerkte. Met het systeemdenken is hiervoor een nieuw uitgangspunt ontwikkeld om een organisme als een georganiseerd geheel te beschouwen.

## Geschiedenis
Het systeemdenken heeft in de tweede helft van de 20e eeuw vorm gekregen met de ontwikkeling in de academische wereld van de systeemtheorie en de systeemwetenschap. Volgens C. West Churchman (1967) is de holistische denkwijze, die het systeemdenken kenmerkt, van alle tijden. Het is volgens hem al terug te vinden bij de presocratici, in bijvoorbeeld werken als De Republiek van Plato of Ethica van Aristoteles, en in andere filosofische werken.

### Opkomst van het systeemdenken
Volgens Frans van Vught (1979) is het systeemdenken in de 20e eeuw opgekomen in verschillende wetenschappelijke disciplines tegelijkertijd, waar systeemgerichte oriëntaties onafhankelijk van elkaar ontstonden met ieder hun eigen verhaal.
In de sociologie opperde Herbert Spencer (1910) als eerste het idee de samenleving te beschouwen als een veelomvattend sociaal systeem. Hij vergeleek de samenleving met een biologisch organisme en zag eenzelfde soort samenstelling van functionele eenheden. De bloedsomloop zou vergelijkbaar zijn met het economische handels- en ruilsysteem en het zenuwstelsel met de overheid. Talcott Parsons (1951) introduceerde het begrip systeem in de sociologische theorie. Een systeem is volgens Parsons een "concept dat zowel verwijst naar een complex geheel van interdependenties tussen delen, componenten en processen die betrekking hebben op onderscheidbare regelmatigheden van een relatie, als naar een gelijksoortige interdependentie tussen een dergelijk complex geheel en zijn omgeving".
In de biologie ontwikkelde de bioloog Ludwig von Bertalanffy in de eerste helft van de 20e eeuw een theorie van open systemen. Verder overzag Bertalanffy in de toenmalige stand van de wetenschap steeds verder doorgevoerde specialisatie, die noodzakelijk was door de toenemende complexiteit van de technieken en de theoretische structuren van ieder vakgebied. Als gevolg hiervan raakten vakspecialisten als de natuurkundige, bioloog, psycholoog of socioloog echter verstrikt in hun eigen "private universum" en konden zij zich niet meer verplaatsen in het standpunt van andere specialisten. Bertalanffy meende dat een algemene systeemtheorie hier uitkomst kon bieden.
In de psychologie was de Gestaltpsychologie zo'n systeemoriëntatie, met Wolfgang Köhler en Kurt Lewin als grondleggers. Köhler stelde dat "evenals in de fysica bepaalde functioneel gerelateerd eenheden zijn die onlosmakelijk zijn verbonden, er ook tussen menselijke karakteristieke eigenschappen (bijvoorbeeld geheugen en begrip) een aantal relaties bestaan die eigenschappen onlosmakelijk verbinden".
In de economie zijn de theorie van de fysiocraten een eerste voorbeeld. Léon Walras was echter van grotere invloed op het systeemdenken in de economie. Hij was "de eerste die, op basis van de theoretische fysica, een mathematisch economisch model ontwierp".
In de jaren 1960 kreeg het structuralisme steeds meer bekendheid en aanhang, als vervanging van het existentialisme. Binnen het structuralisme staat het concept van het systeem als een geheel van elementen en relaties centraal. Het structuralisme werd buiten de wetenschap ook toegepast binnen esoterische contexten, bijvoorbeeld op mythen.

## Toepassingen van systeemdenken

### In de wetenschap
In de wetenschap heeft het systeemdenken geleid tot de opkomst van systeemwetenschap. Specifiek in de sociologie hebben ontwikkelingen binnen het systeemdenken geleid tot de afbouw van het enge natuurwetenschappelijke model van de sociologie. Zo ontwikkelde bijvoorbeeld Talcott Parsons in de jaren 1960 een "grand theory" over sociologie, waarin economie, biologie en politicologie worden gecombineerd binnen de systeemtheorie. Andere benaderingen uit de theorie over complexe systemen hebben geleerd, dat sociale interactie wordt geordend als gevolg van zelforganisatie. Dit was het werk van onder andere de Amerikaanse bioloog Stuart Kauffman.

### Psychiatrie
In een onderzoek van C.F.A. Milders (1988) werd geconcludeerd dat de bruikbaarheid van het systeemdenken voor de psychiatrie vooralsnog beperkt is, en dat terughoudendheid met het toepassen van deze theorie wenselijk is. Er zijn sindsdien geen nieuwe onderzoeken aan Nederlandstalige universiteiten naar de toepassing in de psychiatrie bekend. In Angelsaksische landen is later nog wel onderzoek hiernaar gedaan.